# Si tú no vuelves
«Si tú no vuelves» va ser inicialment llançat en 1992 com el primer senzill del disc d'estudi Bajo el signo de Caín (1993) de Miguel Bosé. La cançó va ser composta per Bosé, Lanfranco Ferrario i Massimo Grilli. Per a l'edició internacional de l'àlbum, es va editar una versió en italià titulada «Se tu non torni». Existeix una versió en anglès anomenada «They're Only Words» i una altra en francès sota el títol «Ne me reviens pas».
En novembre 2006, la cançó forma part de Pasado, el nom del quart àlbum d'estudi del duo musical Sin Bandera.

## Llista de cançons
| 1. | «Si Tú No Vuelves»                     | 4:42 |
| 2. | «Lo Que Hay Es Lo Que Ves»             | 5:40 |
| 3. | «Bajo el signo de Caín (Instrumental)» | 5:17 |

## Si tú no vuelves: el musical
El 2016 Si tú no vuelves va estar el títol d'un musical que es va presentar al Teatre Ramiro Jiménez, protagonitzat per Miguel Martínez i Roberta Burns, i que s'inicia amb la cançó. Al llarg del musical es presenten diverses cançons d'artístiques pop mexicans de totes les èpoques.
La història conta la relació de Juancho, un jove alhora rebel i somiador, que és repartidor de menjar a domicili i Tasia, actriu, que renunciant a l'alta societat es dona a l'aventura de sobreviure pels seus propis mitjans.

## Amaral amb Chetes
En 2006 va ser gravat un cover pel grup espanyol Amaral a duo amb el cantant mexicà Chetes. Va ser llançat com el primer senzill de la banda sonora de la pel·lícula mexicana Efectos secundarios.

## Miguel Bosé amb Shakira
Aquesta és una nova versió de l'original que va interpretar Miguel Bosé en 1993. Es caracteritza per la participació de la reconeguda cantant colombiana Shakira i està inclosa a l'àlbum Papito. La cançó va ser primer llançada a Itàlia.
La seva melodia és lenta i malenconiosa, aconsegueix el clímax gradualment en acabar, quan Shakira semblés cridar desconsoladament. Durant gairebé tota la cançó, ella presenta una veu diferent a la típica, sent molt més suau, gairebé assemblant un sospir.

### Situació a les llistes
| Llistes (2007)    | Posició més alta |
| ----------------- | ---------------- |
| Llistes italianes | 2                |

## Miguel Bosé amb Ha*Ash
Aquesta és una nova versió de l'original que va interpretar Miguel Bosé en 1993. Es caracteritza per la participació de duet estatunidenca Ha*Ash i està inclosa a l'àlbum En vivo.

### Situació a les llistes
| Llistes (2020)    | Posició més alta |
| ----------------- | ---------------- |
| llistes mexicanes | 1                |